# John Doe (musicien américain)
Pour les articles homonymes, voir John Doe (homonymie) et Doe.
John Doe, né le 25 février 1954 à Decatur (Illinois) est le chanteur compositeur et bassiste du groupe punk X.
Il a également joué avec un groupe de country, The Knitters.
Depuis la dissolution du groupe, il est devenu acteur au cinéma et dans quelques fictions télévisuelles. Il a également sorti sept albums solo.

## Filmographie

### Cinéma

#### Longs-métrages
- 1982 : Smithereens de  : non-crédité
- 1986 : Salvador d'Oliver Stone : Roberto
- 1987 : Slam Dance de Wayne Wang : John Gilbert
- 1987 : Border Radio (en) d'Allison Anders, Dean Lent et Kurt Voss : Dean
- 1989 : Road House de Rowdy Herrington : Pat McGurn
- 1989 : Great Balls of Fire! de Jim McBride : J.W. Brown
- 1990 : A Matter of Degrees (en) de W.T. Morgan : Peter Downs
- 1991 : Liquid Dreams (en) de Candice Daly (en) : le conducteur de taxi
- 1992 : Roadside Prophets d'Abbe Wool : Joe Mosely
- 1992 : Cœur de cowboy (Pure Country) de Christopher Cain : Earl Blackstock
- 1994 : Wyatt Earp de Lawrence Kasdan : Tommy O'Rourke
- 1994 : Shake, Rattle and Rock! d'Allan Arkush : Lucky
- 1995 : Georgia d'Ulu Grosbard : Bobby
- 1996 : Scorpion Spring (en) de  : Deputy
- 1997 : Black Circle Boys de Matthew Carnahan (en) : Bonfiglio
- 1997 : Vanishing Point (en) de Charles Robert Carner : Sammy
- 1997 : Touch de Paul Schrader : Elwin Worrel
- 1997 : The Price of Kissing de Vince DiPersio : Mouse
- 1997 : Suicide Club (The Last Time I Committed Suicide) de Stephen T. Kay : Lewis
- 1997 : Boogie Nights de Paul Thomas Anderson : le marie d'Amber
- 1998 : The Pass de Kurt Voss : le surveillant de la gare routière
- 1999 : Sugar Town d'Allison Anders et Kurt Voss : Carl
- 1999 : Knocking on Death's Door (en) de Mitch Marcus : le professeur Ballard
- 1999 : Un vent de folie (Forces of Nature) de Bronwen Hughes : Carl
- 1999 : Carrie 2 : La Haine (The Rage: Carrie 2) de Katt Shea : Boyd
- 1999 : Wildflowers (en) de Melissa Painter : un enseignant
- 1999 : Bangkok, aller simple (Brokedown Palace) de Jonathan Kaplan : Bill Marano
- 1999 : Drowning on Dry Land de Carl Colpaert : Les
- 2000 : The Specials de Craig Mazin : Eight
- 2001 : Gypsy 83 (en) de Todd Stephens : Jimmy Walsh
- 2001 : Jon Good's Wife de Mike Gioscia et Kurt St. Thomas (en) : Jake Stabler
- 2002 : The Good Girl de Miguel Arteta : Monsieur Worther
- 2002 : Bug (en) de Phil Hay (en) et Matt Manfredi (en) : le propriétaire du studio d'enregistrement
- 2002 : The Employee of the Month de Jesse Bean : Herb
- 2003 : Red Zone de Lee Madsen : Chief Macintyre
- 2004 : Torque, la route s'enflamme (Torque) de Joseph Kahn : Sheriff Barnes
- 2004 : Tom 51 de ? : ?
- 2005 : Lucky 13 (en) de Chris Hall : Monsieur Baker
- 2006 : The Darwin Awards de Finn Taylor (en) : un homme au bar
- 2006 : Live Freaky! Die Freaky! de John Roecker : Tex
- 2007 : Ten Inch Hero de David Mackay : Trucker
- 2007 : The Sandpiper de Claudia Carey : Wolf
- 2008 : Absent Father de Douglas Chang : Tony
- 2008 : Man Maid de Chris Lusvardi : Sissy Tailor
- 2009 : The Unknowing de Randall Yarbrough : un conducteur de train
- 2009 : Tom Cool de Ron Carlson : Mac Angel
- 2013 : Pleased to Meet Me d'Archie Borders : Pete Jones
- 2013 : Zombex de Jesse Dayton (en) : Seamus O'Connor
- 2014 : Electric Slide de Tristan Patterson : Detective Bill Holiday
- 2017 : You're Gonna Miss Me de Dustin Rikert : Jake Fillmore
- 2018 : All Creatures Here Below (en) de Collin Schiffli (en) : oncle Doug
- 2019 : My Little One de Julie Gilbert et Frédéric Choffat : Matt
- 2022 : D.O.A. (en) de Kurt St. Thomas (en) : Frank Bigelow

#### Courts-métrages
- 1998 : Odd Man de Joachim Schönfeld : Welder
- 1998 : Lone Greasers de Torus Tammer : Shakin' Rex

### Téléfilms
- 1997 : Get to the Heart: The Barbara Mandrell Story (en) de Jerry London : Joe Maphis (en)
- 1998 : Black Cat Run de D. J. Caruso : Martin James
- 2003 : Wuthering Heights de Suri Krishnamma : Earnshaw

### Séries télévisées
- 1997 : La Vie à cinq (Party of Five) : Carter
- 1999 : Les Dessous de Veronica (Veronica's Closet) : Jimmy Walsh
- 1999 : Le Flic de Shanghaï (Veronica's Closet) : Adam Pender
- 1999-2002 : Roswell : Jeff Parker (saison 1 à 3)
- 2000 : The Strip (en) : Lt. Wolfe
- 2000 : Urgences (ER) : le docteur de Carter
- 2002 : Fastlane : Papa John
- 2003 : Peacemakers : Marshall Dan Parks
- 2003 : New York, police judiciaire (Law & Order) : Teddy Connor
- 2003 : La Caravane de l'étrange (Carnivàle) : Phineas Boffo
- 2005 : Les Experts : Miami (CSI: Miami) : Brett Adams
- 2007 : Jammin (en) (2006 TV series) : lui-même
- 2008 : Les Frères Scott (One Tree Hill) : Mick Wolf (3 épisodes)
- 2009 : Les Sorciers de Waverly Place (Wizards of Waverly Place) : Superintendent Spellman
- 2016 : Childrens Hospital : X

### Documentaires
- 1986 : X: The Unheard Music de W.T. Morgan
- 2005 : We Jam Econo de Tim Irwin
- 2005 : X – Live in Los Angeles

### Voix
- 1981 : Quantum Cowboys de Penelope Spheeris : John le Pistolero, John le Barman, John le Businessman
- 2022 : The Decline of Western Civilization de Penelope Spheeris : voix

## Vie privée
John Doe épouse l'autre compositeur du groupe X, Exene Cervenka en 1980. Le couple divorce en 1985 et il se remarie en 1987. Il a trois filles.
Né à Decatur dans l'Illinois, il déclare vivre à Fairfax (Californie) en 2011, avant de déménager à Austin (Texas) en 2017.